# Георг Гебгардт
Георг Гебгардт (нім. Georg Gebhardt; 29 квітня 1901, Меккенбойрен — 6 липня 1975, Бад-Зеккінген) — німецький офіцер, оберстлейтенант резерву вермахту. Кавалер Лицарського херста Залізного хреста з дубовим листям.

## Біографія
1 березня 1921 року вступив в гірські війська, в лютому 1933 року вийшов у відставку. Працював на залізних дорогах та в бізнесі. В серпні 1939 року призваний в армію, командир взводу 1-ї гірської дивізії, з січня 1940 року — командир роти. Учасник Норвезької кампанії та Німецько-радянської війни. На початку 1942 року важко поранений і лише у вересні 1942 року повернувся на Східний фронт. У складі 1-го батальйону 97-го єгерського полку воював на Кавказі. З 28 лютого 1943 року — командир 3-го батальйону 204-го єгерського полку. Відщначений в боях біля Кримської. З листопада 1943 року — командир 204-го єгерського полку 97-ї єгерської дивізії. Потім Гебгардт був переведений в 78-му штурмову дивізію, яка щойно формувалась, командиром 195-го штурмового полку. 21 травня 1945 року важко поранений і відправлений в шпиталь, де був захоплений американськими військами. В квітні 1948 року звільнений.

## Нагороди
- Залізний хрест
  - 2-го класу (2 липня 1941)
  - 1-го класу (22 листопада 1941)
- Штурмовий піхотний знак в сріблі 18 березня 1942)
- Медаль «За зимову кампанію на Сході 1941/42» (10 серпня 1942)
- Німецький хрест в золоті (27 січня 1944)
- Лицарський хрест Залізного хреста з дубовим листям
  - лицарський хрест (23 жовтня 1944)
  - дубове листя (№743; 19 лютого 1945)
- Нагрудний знак «За поранення» в золоті
- Нагрудний знак ближнього бою в бронзі